# Рюстов, Фридрих Вильгельм
Фридрих Вильгельм Рюстов (нем. Friedrich Wilhelm Rüstow; 25 мая 1821, Бранденбург-на-Хафеле — 14 августа 1878, Ауссерзиль) — немецко-швейцарский военный теоретик и историк.

## Биография
По происхождению пруссак. Начал службу в прусских инженерных войсках, но за написанное им в 1850 году и изданное в Цюрихе сочинение «Милитаристическое немецкое государство до и после революции» («Der deutsche Militärstaat vor und während der Revolution») был предан суду и приговорен к заключению в крепость.
Успев бежать в Швейцарию, он читал там лекции по военным наукам, а в 1857 году поступил в штаб швейцарских инженерных войск.
В 1860 году Рюстов в качестве начальника штаба участвовал в экспедиции Гарибальди против короля неаполитанского.
В 1878 году в Цюрихском университете открылась кафедра военного дела, и Рюстов претендовал на должность профессора. После того, как должность была отдана другому, Рюстов застрелился.

## Сочинения Рюстова

### Военно-научные
- «Die Feldherrenkunst des XIX. Jahrhunderts» (3 изд. 1878—79),
- «Geschichte der Infanterie» (3 изд. 1884),
- «Allgemeine Taktik» (2 изд. 1868),

### Военно-исторические
- «Geschichte des griechischen Kriegswesens» (1812),
- «Heerwesen und Kriegführung Julius Cäsars» (2 изд. 1862)
- «Die ersten Feldzüge Bonapartes in Italien und Deutschland, 1796 и 1797» (1867)